# Peltula
Peltula är ett släkte av lavar. Peltula ingår i familjen Peltulaceae, ordningen Lichinales, klassen Lichinomycetes, divisionen sporsäcksvampar och riket svampar.

## Arter
- Peltula africana
- Peltula auriculata
- Peltula bolanderi
- Peltula clavata
- Peltula congregata
- Peltula coriacea
- Peltula corticola
- Peltula cylindrica
- Peltula euploca
- Peltula farinosa
- Peltula imbricata
- Peltula impressa
- Peltula langei
- Peltula michoacanensis
- Peltula obscurans
- Peltula omphaliza
- Peltula patellata
- Peltula placodizans
- Peltula psammophila
- Peltula radicata
- Peltula richardsii
- Peltula rodriguesii
- Peltula sonorensis
- Peltula tortuosa
- Peltula zahlbruckneri